# Harry Sorensen
Harry Louis Sorensen (Hardy, 27 marzo 1914 – Quincy, 28 aprile 1991) è stato un cestista statunitense, professionista nella NBL.

## Carriera
Giocò per due stagioni nella NBL, disputando complessivamente 25 partite con 1,6 punti di media.

## Palmarès
- Campione NBL (1940)